# Phymatostetha peltasta
Phymatostetha peltasta är en insektsart som beskrevs av Jacobi 1902. Phymatostetha peltasta ingår i släktet Phymatostetha och familjen spottstritar. Inga underarter finns listade i Catalogue of Life.